# Seznam nemških pevcev resne glasbe
Seznam nemških pevcev resne glasbe.

## A
- Theo Adam, basbariton
- Max Alvary, tenor
- Peter Anders, tenor

## B
- Kristina Bach?
- Juliane Banse, sopran
- Hildegard Behrens, sopran
- Erna Berger, sopran
- Oleg Bryjak, basbariton

## D
- Diana Damrau, sopran
- Eduard Devrient, bariton

## E
- Karl Erb, tenor
- Mojca Erdmann, sopran

## F
- Brigitte Fassbaender, mezzosopran
- Ludwig Fischer, bas
- Dietrich Fischer-Dieskau, bariton
- Gottlob Frick, bas
- Anett Fritsch, sopran

## G
- Christian Gerhaher, bariton
- Elena Gerhardt, mezzosopran
- Matthias Goerne, bariton
- Josef Greindl, bas
- Eugen Gura, bariton
- Werner Güra, tenor

## H
- Marie Hanfstängl, sopran
- Anja Harteros, sopran
- Sigrid Hausen
- Franz Hawlata, basbariton
- Dietrich Henschel, bariton
- Josef Herrmann, bariton
- Peter Hofmann, tenor
- Elisabeth Höngen, mezzosopran
- Hans Hotter, basbariton

## J
- Siegfried Jerusalem, tenor

## K
- Jonas Kaufmann, tenor
- Barbara Kemp, sopran
- René Kollo, tenor

## L
- Lotte Lehmann, sopran
- Frida Leider, sopran
- Siegfried Lorenz, bariton
- Albert Lortzing, tenor
- Carl Löwe, bariton
- Christa Ludwig, mezzosopran

## M
- Waltraud Meier, mezzosopran
- Helga Meyer, sopran
- Nadja Michael, sopran
- Kurt Moll, bas
- Edda Moser, sopran

## N
- Sebastian Noack, bariton
- Carola Nossek, sopran

## O
- Christiane Oelze, sopran
- Sigrid Onégin, kontraalt
- Lisa Otto, sopran

## P
- Gerhard Pechner, bariton, bas
- Helga Pilarczyk, sopran
- Hermann Prey, bariton

## R
- Maria Radner, kontraalt
- Delia Reinhardt (1892 - 1974)
- Marie Henriette Reinhold, mezzosopran
- Karl Ridderbusch, bas
- Dorothea Röschmann, sopran
- Anneliese Rothenberger, sopran

## Q
- Thomas Quasthoff, basbariton

## S
- Erna Sack, sopran
- Gerlinde Sämann, sopran
- Christine Schäfer, sopran
- Heinrich Schlusnus, bariton
- Andreas Schmidt, bariton
- Karl Schmitt-Walter, bariton
- Rudolf Schock, tenor
- Peter Schreier, tenor
- Elisabeth Schumann, sopran
- Hanna Schwarz, mezzosopran, kontraalt
- Elisabeth Schwarzkopf, sopran
- Irmgard Seefried, sopran
- Peter Seiffert, tenor
- Gerhard Siegel, tenor
- Kriemhild Siegel, sopran
- Margarethe Siems, sopran
- Florian Sievers, tenor
- Anja Silja, sopran
- Henriette Sontag, sopran
- Hans Sotin, bas
- Holger Speck, tenor
- Gerhard Stolze, tenor
- Rita Streich, sopran

## V
- Martin Vantin, tenor
- Klaus Florian Vogt, tenor

## W
- Josepha Weber, sopran
- Sarah Wegener, sopran
- Wolfgang Windgassen, tenor
- Endrik Wottrich, tenor
- Fritz Wunderlich, tenor

## Z
- Hilde Zadek, sopran